# Gaylussacia brachycera
Gaylussacia brachycera, comúnmente conocida como arándano de la caja, es un arbusto bajo norteamericano emparentado con el arándano y otra bayas similares. Es originario del centro-este de Estados Unidos (Pensilvania, Delaware, Maryland, Virginia, Virginia Occidental, Carolina del Norte, Kentucky y Tennessee).
Gaylussacia brachycera se distingue fácilmente de otros miembros de su género por sus hojas: se parecen a las del boj (de ahí su nombre) y carecen de las glándulas de resina típicas de los arándanos. Al igual que sus parientes, tiene flores blancas en forma de urna a principios de verano, que se transforman en bayas azules comestibles a finales de verano. Se encuentra sobre todo en los Apalaches; muchos de sus rodales eran conocidos por los nativos, que recogían y comían las bayas, antes de que los botánicos se percataran de su existencia en la década de 1920.
Especie relicta casi exterminada por la última glaciación, el arándano rojo es autoestéril y se encuentra en colonias aisladas que se reproducen clonalmente por extensión de las raíces. Se calcula que una colonia de Pensilvania tiene hasta 13.000 años de antigüedad; según estimaciones más recientes, el límite superior es de unos 8.000 años, lo que la convertiría en la planta leñosa más antigua al este de las Montañas Rocosas. Otra colonia de Pensilvania, de unos 1.300 años de antigüedad, ha sido protegida por el Área Natural de Hoverter y Sholl Box Huckleberry.

## Descripción
Gaylussacia brachycera es un arbusto bajo de 150 a 200 mm de altura. Sus hojas se parecen a las del boj (de ahí su nombre). Las hojas miden 2,5 cm de largo y tienen forma ovalada. Son brillantes y están minuciosamente dentadas, volviéndose rojas en invierno. Las hojas perennes, que carecen de glándulas de resina, contrastan con las de otras especies de Gaylussacia. El arándano rojo florece en mayo y junio. Las flores tienen forma de urna y son blancas, a veces teñidas de rosa. Al igual que otros arándanos, las flores aparecen en un racimo que brota de las axilas de las hojas. Sus frutos, que aparecen en julio y agosto, son bayas azules que nacen de pedicelos cortos.

## Taxonomía

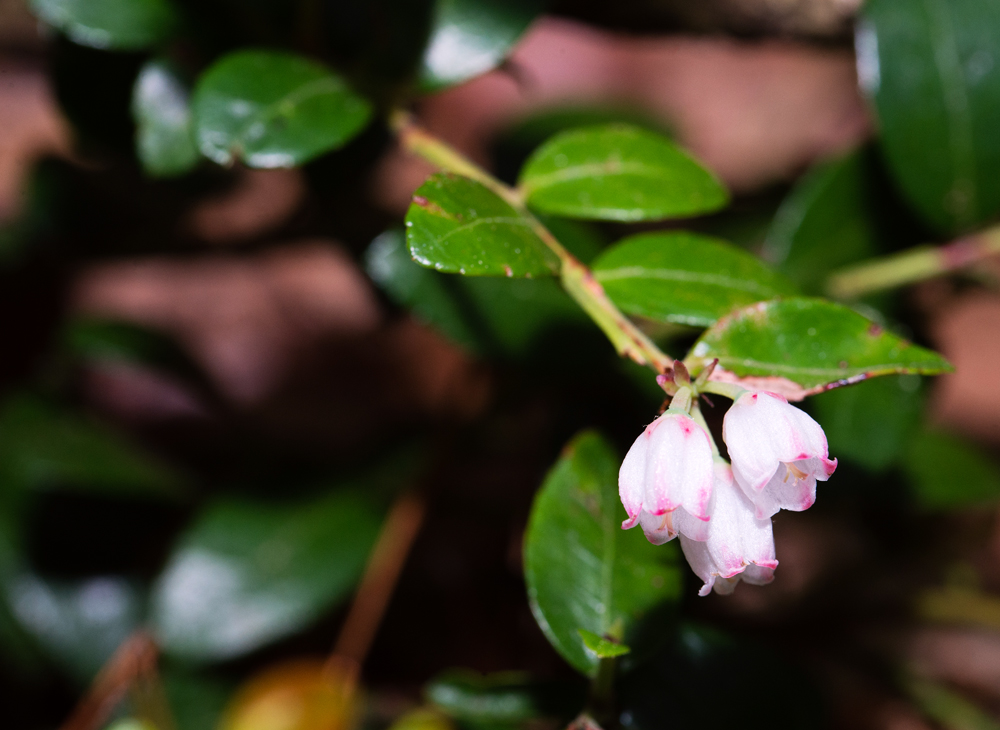
Primer plano de las flores de la Gaylussacia brachycera.

Gaylussacia brachycera fue recolectada y descrita por primera vez en 1796 cerca de Winchester, Virginia (probablemente en la actual Virginia Occidental) por el botánico André Michaux. Michaux la denominó Vaccinium brachycerum en su Flora Boreali-Americana, publicada en 1803. Matthias Kinn, hacia 1800, y Frederick Pursh, en 1805, también obtuvieron especímenes en Virginia Occidental. R. A. Salisbury se refirió a ella como V. buxifolium en 1805, y este siguió siendo el nombre predominante durante los siguientes cuarenta años; el nombre común «arándano de hoja de caja» se utilizó para la especie en ese momento.
No se recolectaron más especímenes hasta 1845, cuando Spencer Fullerton Baird, profesor del Dickinson College, descubrió una colonia cerca de New Bloomfield, Pennsylvania. Asa Gray la redenominó G. brachycera en 1846 basándose en los especímenes de Baird. (Gaylussacia no se reconoció como un género separado de Vaccinium hasta 1819). El descubrimiento propició una amistad entre Gray y Baird que finalmente resultó en el nombramiento de este último como secretario de la Smithsonian Institution.
John Kunkel Small asignó la especie, como Buxella brachycera, a un género monoespecífico en 1933. Sin embargo, esto no fue ampliamente aceptado, y fue rechazado por otros autores por motivos tanto nomenclaturales como de «falta de solidez filética». Más recientemente, estudios filogenéticos realizados en 2002 sugirieron que la monofilia de G. brachycera con el resto de Gaylussacia es «equívoca», y nuevos análisis de Vaccinium podrían dar lugar a que G. brachycera volviera a ese género.

## Distribución y hábitat
En la literatura científica se han documentado alrededor de 100 estaciones distintas para el arándano rojo. En el momento de la recolección de Baird en 1845, los rodales de Virginia Occidental de la planta se habían perdido para la ciencia, y su colonia de Pensilvania fue la única conocida durante algún tiempo. Posteriormente, William M. Canby identificó especímenes de arándano rojo en Delaware en 1870.
En 1919, Frederick V. Coville llamó la atención sobre el estado amenazado de la planta en un artículo publicado en Science. Mientras investigaba la especie con fines hortícolas, sólo encontró dos especímenes de herbario, los de Baird y Canby. (al parecer, Coville no localizó el espécimen de Kinn de Virginia Occidental, conservado en el Herbario Muhlenberg). Al examinar el emplazamiento de New Bloomfield en 1918, descubrió que toda la colonia, excepto una parcela cortada por el cultivo, estaba conectada por raíces, y que no se veían plántulas en ninguna parte de los márgenes de la colonia. Coville llegó a la conclusión de que la planta era autoestéril y se reproducía extendiendo portainjertos. Después de que los viveristas comerciales retiraran un camión cargado de arándanos de New Bloomfield en 1918, Coville se mostró especialmente preocupado por preservar la especie, ya que New Bloomfield era el único lugar que se creía existente. (El Estado la protegió a partir de 1929, convirtiéndola en el Área Natural Hoverter and Sholl Box Huckleberry.) Sin embargo, Edgar T. Wherry consiguió localizar la colonia de Delaware, que se creía perdida, en 1919, y envió especímenes para realizar una polinización cruzada con especímenes de la colonia de Pensilvania.
Este informe suscitó un gran interés por la especie. Se localizaron colonias adicionales en Pensilvania y Delaware, una en Maryland, varias en Virginia, tres en Tennessee (1920-1930), dos en Kentucky (1927-1932) y muchas en Virginia Occidental (1921). Al resumir estos descubrimientos en 1932, Wherry señaló que muchas de las colonias ya eran conocidas por los residentes locales, que recogían las bayas para alimentarse, con nombres como «bayas de enebro», «bayas de tierra» y «bayas de oso». Pidió un esfuerzo más intenso por parte de la comunidad científica para hacer uso de estos conocimientos locales en la determinación de la geografía de las plantas. Más recientemente, en 2003, se descubrió una colonia de arándano rojo en el condado de Durham, Carolina del Norte, el primer informe de ese estado. Según la lista más reciente de especies de plantas raras del Programa de Patrimonio Natural de Carolina del Norte, G. brachycera ha sido clasificada como En Peligro y se le ha dado un estatus de protección dentro del estado.
La mayoría de las estaciones notificadas de arándano rojo se encuentran en los Montes Apalaches, desde el centro de Pensilvania en el norte hasta el este de Tennessee en el sur. Sin embargo, los ejemplares localizados en Maryland y Delaware se encontraban en la llanura costera atlántica, y la única estación de Carolina del Norte se encuentra en el Piamonte. Su distribución dispersa sugiere que la especie se extendió una vez más ampliamente por Norteamérica, pero fue casi erradicada por los avances glaciares, sobreviviendo sólo donde escapó del hielo en refugios protegidos.
Gaylussacia brachycera prefiere suelos secos y ácidos, incluida la paja, y sombra parcial. Las ubicaciones en laderas boscosas tienden a estar orientadas al norte; sin embargo, el emplazamiento de New Bloomfield está orientado al oeste. En uno de los emplazamientos de Delaware, una pequeña parte de la colonia se extendía hasta el margen húmedo de una marisma, pero la mayor parte se encontraba en suelo seco y arenoso ladera arriba.

## Ecología y uso humano
Gaylussacia brachycera es autoestéril, por lo que las plantas individuales no pueden reproducirse sexualmente. En su lugar, forman colonias que se propagan por reproducción vegetativa a lo largo de los portainjertos.  Una colonia de G. brachycera en Losh Run, en el condado de Perry, Pennsylvania, tenía una extensión de 2.000 m cuando se inspeccionó. Si esta colonia creció clonalmente a partir de una semilla depositada a lo largo del río Juniata a un ritmo de 15 centímetros (5,9 pulgadas) por año, tendría unos 13.000 años, el organismo vivo más antiguo de Estados Unidos y el segundo más antiguo del mundo, eclipsado únicamente por Lomatia tasmanica. Sin embargo, ahora se cree que se trata de una sobreestimación por motivos climáticos. En aquella época, el lugar estaba cubierto por un bosque boreal, que se cree que era demasiado frío para que sobreviviera el arándano rojo; el bosque actual no empezó a aparecer en el lugar hasta hace unos 8.000 años. Esta edad la convertiría en la planta leñosa más antigua de Norteamérica al este de las Montañas Rocosas. Estudios recientes han intentado determinar si, de hecho, la reproducción de la colonia (muy dañada desde entonces por un incendio forestal en 1963 y la construcción de una carretera en los años setenta) ha sido totalmente clonal. Se han encontrado dos genotipos en muestras tomadas de la colonia, pero se cree que han surgido por mutación somática y no por reproducción sexual. Desgraciadamente, la destrucción de cerca del 80% de la colonia por el fuego y la construcción hace imposible zanjar definitivamente la cuestión.
Con la cooperación del Departamento de Agricultura de Estados Unidos, se están realizando esfuerzos para promover la G. brachycera como cubierta vegetal para su uso en jardinería. Gaylussacia brachycera está disponible comercialmente en al menos una fuente, pero es difícil de propagar, por lo que no es rentable para muchos viveros. Se comercializa comúnmente como 'Berried Treasure™' (el símbolo de la marca comercial no siempre está presente), y aunque el nombre da la impresión de ser un cultivar, es simplemente un clon de la colonia silvestre. Briggs Nursery ha desarrollado un logotipo de cofre del tesoro y un título estilizado para acompañar su material de marketing para la planta. En New Bloomfield, Pensilvania, Gaylussacia brachycera se ha convertido en parte de las celebraciones locales de Año Nuevo, ya que se deja caer una réplica de papel maché de un arándano rojo, en lugar de una pelota, para marcar el nuevo año.
Se sabe que la oruga de la polilla Dichomeris juncidella se alimenta de las hojas. Las bayas las comen los pavos silvestres y los urogallos. Los seres humanos las han recolectado como alimento en Virginia Occidental, Kentucky y Tennessee. El reverendo Frederick W. Gray, que documentó muchas de las colonias de arándanos rojos de Virginia Occidental en la década de 1920, se interesó por primera vez por la planta cuando le sirvieron un pastel de «enebro», siendo «enebro» el nombre local de Gaylussacia brachycera. Sin embargo, se dice que no tienen sabor.